# Bombardeio de Tânger
O Bombardeio de Tânger ocorreu em 6 de agosto de 1844, quando as forças da Marinha Francesa sob o comando de Francisco d'Orleães, o Príncipe de Joinville atacaram a cidade marroquina de Tânger. A campanha fez parte da Guerra Franco-Marroquina.
O bombardeio foi uma consequência da aliança de Marrocos com a Argélia de Abd El-Kader contra a França. Após vários incidentes na fronteira entre a Argélia e Marrocos, e a recusa de Marrocos em abandonar o seu apoio à Argélia.
O Bombardeio de Tânger foi seguido pela Batalha de Isly em 14 de agosto de 1844, e o Bombardeio de Mogador pela mesma frota em 15 de agosto de 1844.

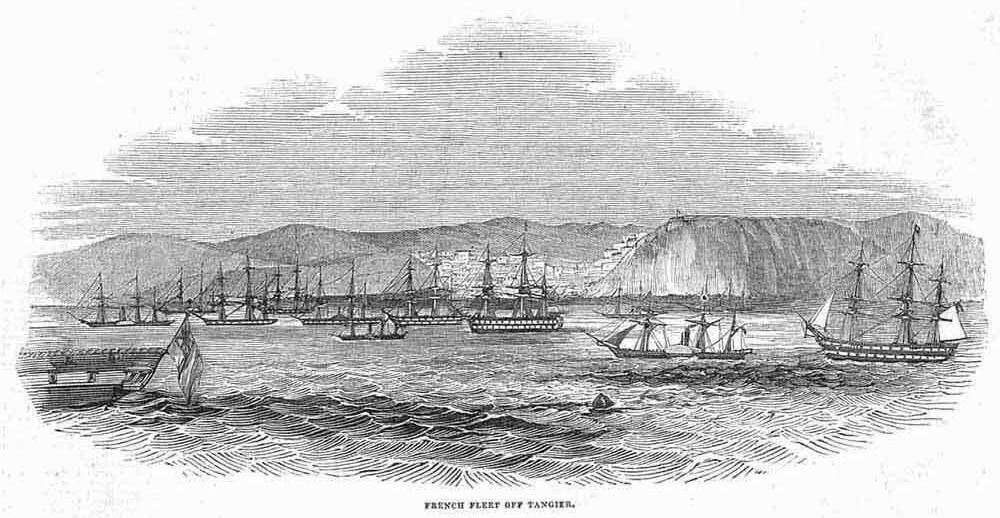
Frota Francesa fora de Tânger, The Illustrated London News, 1844.
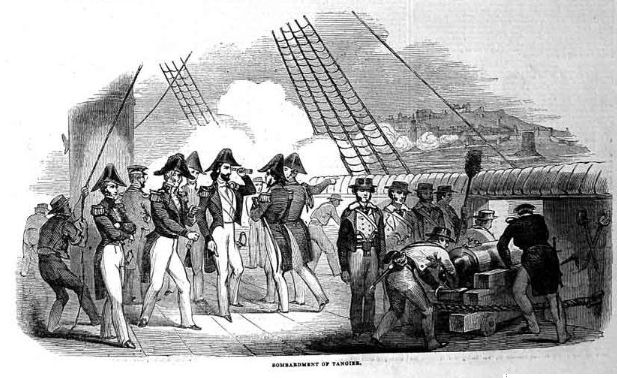
Bombardeio Francês de Tânger, The Illustrated London News, 1844.